# Лизардский маяк
Лизардский маяк (англ. Lizard Lighthouse) — маяк, расположенный на мысе Лизард в графстве Корнуолл, Великобритания, построенный для навигации судов, проходящих через Ла-Манш.
Маяк был впервые построен здесь в 1619 году благодаря усилиям сэра Джона Киллигрю (Sir John Killigrew), но он был потушен и башни снесены в 1630 году из-за нехватки средств для эксплуатации и обслуживания.
В настоящее время маяк состоит из двух башен с коттеджами между ними, построенных в 1751 году. Организация Trinity House взяла на себя ответственность за маяк в 1771 году. Он был автоматизирован в 1998 году. Первоначально использовались обе башни, но с 1903 года осталась работающей только восточная.
Открытый в 2009 году благодаря гранту от организации Heritage Lottery Fund, Lizard Lighthouse Heritage Centre расположен в инженерном помещении маяка, которое все ещё содержит некоторые оригинальные двигатели.